# The Barretts of Wimpole Street
The Barretts of Wimpole Street es una película estadounidense de 1934 que representa el romance de la vida real entre los poetas Elizabeth Barrett y Robert Browning, a pesar de la oposición del padre de ella, Edward Moulton-Barrett. La película fue nominada para el Premio de la Academia a la Mejor Película y Norma Shearer fue nominada para el Premio de la Academia a la Mejor Actriz.

## Sinopsis
Cuenta la historia del romance que existe entre los poetas Elizabeth Barrett y Robert Browning, quienes tienen que poder lidiar con dificultades para seguir adelante. La mayor amenaza es por el padre celoso de Elizabeth, este no los deja ser felices.

## Reparto
- Norma Shearer como Elizabeth Barrett
- Fredric March como Robert Browning
- Charles Laughton como Edward Moulton-Barrett
- Maureen O'Sullivan como Henrietta Barrett
- Katharine Alexander como Arabel Barrett
- Vernon Downing como Octavius Barrett
- Ralph Forbes como el capitán Surtees Cook
- Marion Clayton como Bella Hedley
- Ian Wolfe como Harry Bevan
- Ferdinand Munier como Dr Chambers
- Una O'Connor como Wilson
- Leo G. Carroll como Dr Waterlow

## Recepción
Andre Sennwald de The New York Times calificó la película como «un drama lleno de belleza, dignidad y nobleza», y elogió la actuación de Shearer como «una pieza de actuación valiente y conmovedora» y Laughton como «excelente». Variety lo llamó «verdaderamente la imagen de un actor» con un «tramo final que se agarra y sostiene», pero que en general fue «lento» y «hablador» y sugirió que su tiempo de ejecución podría haberse acortado. Film Daily lo elogió como «Sin lugar a dudas una de las mejores historias de amor jamás filmadas», con «una excelente interpretación» de Shearer y una de las «interpretaciones más irresistibles» de Laughton. "El neoyorquino. Aunque a McKelway le resultó «difícil aceptar a la señorita Shearer en su papel», lo calificó de «llevado con sensatez de principio a fin, y de vez en cuando el Sr. Laughton crea momentos tan efectivos, creo, como cualesquiera que haya visto en la pantalla». The Barretts of Wimpole Street encabezó la encuesta de fin de año Film Daily de 424 críticos como la mejor película de 1934.